# Lidköpings baptistförsamling

Lidköpings baptistförsamling är en baptistförsamling i Lidköping. Församlingen bildades 1894. Lewi Pethrus var församlingens pastor 1906 - 1910.